# 維爾德巴赫河 (武爾姆河支流)
50°48′21.48″N 6°6′5.57″E / 50.8059667°N 6.1015472°E

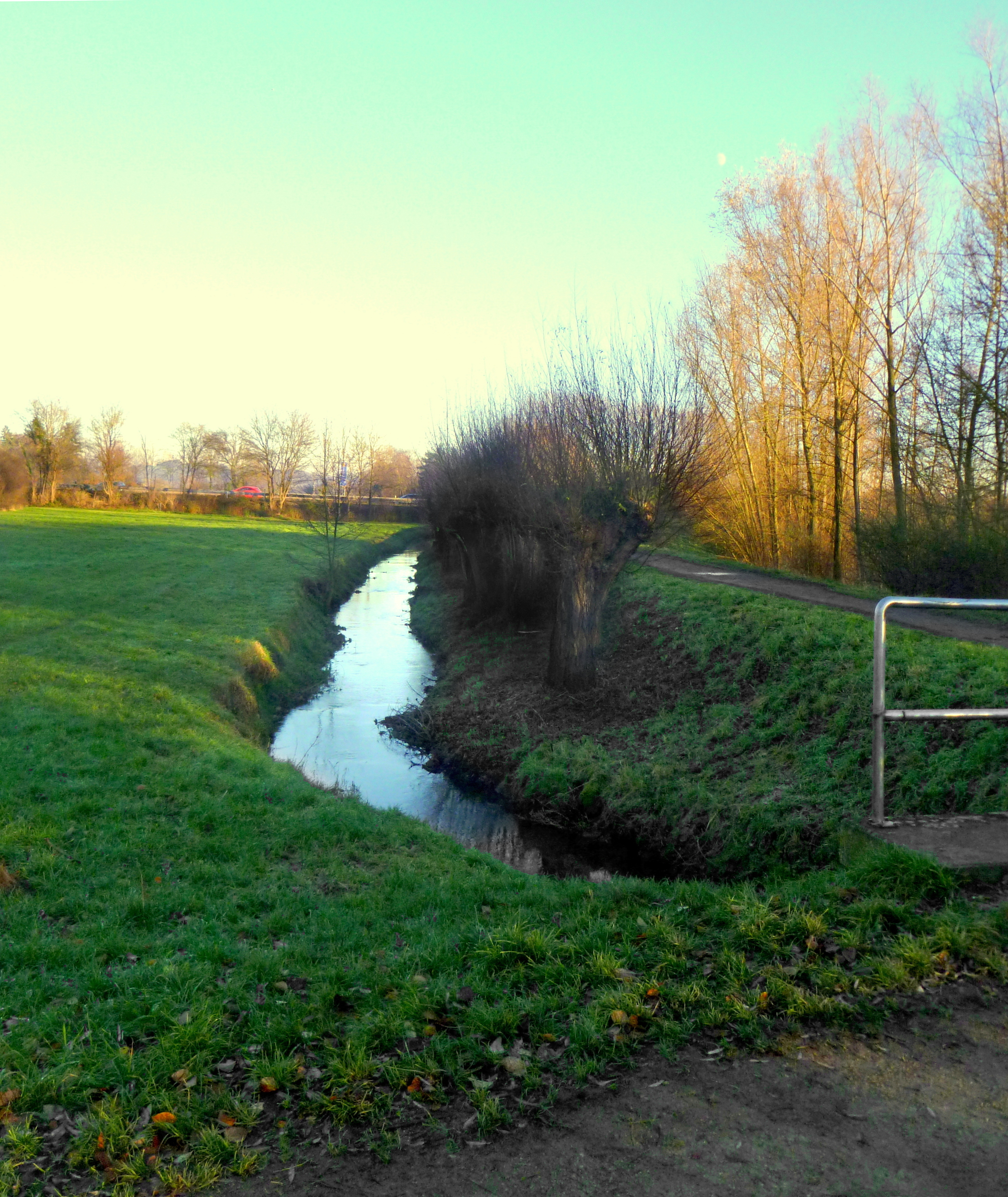

維爾德巴赫河（德語：Wildbach），是德國的河流，位於該國西部，流經北萊茵-威斯特法倫州，屬於武爾姆河的支流，河道全長5.3公里，流域面積19.7平方公里。